# Fazenda Velha (Cesário Lange)
Fazenda Velha é um distrito do município brasileiro de Cesário Lange, que integra a Região Metropolitana de Sorocaba, no interior do estado de São Paulo.

## História

### Formação administrativa
- Lei Ordinária nº 720 de 14/12/1992 - Cria o Distrito da Fazenda Velha, neste Município de Cesário Lange[2].

## Geografia

### Demografia

#### População urbana
| Crescimento população urbana | Crescimento população urbana | Crescimento população urbana | Crescimento população urbana |
| Censo                        | Pop.                         |                              | %±                           |
| ---------------------------- | ---------------------------- | ---------------------------- | ---------------------------- |
| 1991                         | 687                          |                              | —                            |
| 2000                         | 959                          |                              | 39,6%                        |
| 2010                         | 1 254                        |                              | 30,8%                        |
| Fonte: IBGE e Fundação SEADE |                              |                              |                              |

#### População total
Pelo Censo 2010 (IBGE) a população total do distrito era de 2 587 habitantes.

### Área territorial
A área territorial do distrito é de 76,329 km².

## Serviços públicos

### Registro civil
Feito na sede do município, pois o distrito não possui Cartório de Registro Civil das Pessoas Naturais.

### Saneamento
O serviço de abastecimento de água é feito pela Companhia de Saneamento Básico do Estado de São Paulo (SABESP).

### Energia
A responsável pelo abastecimento de energia elétrica é a Neoenergia Elektro, antiga CESP.

## Religião
O Cristianismo se faz presente no distrito da seguinte forma:

### Igreja Católica
- A igreja faz parte da Diocese de Itapetininga[12].

### Igrejas Evangélicas
- Congregação Cristã no Brasil[13].